# 葉明財
葉明財（1941年7月—2025年6月20日），綽號牛財，生於臺北市，為臺灣黑幫牛埔幫大老，也是洪門金台山山主。

## 生平
牛埔幫為台灣台北市傳統黑幫，歷史可追溯到日治時期。在中華民國政府來台灣後，台北市外省黑幫勢力漸大。1986年，竹聯幫成員，由陳啟禮帶領，在香港西餐廳事件後，竹聯幫勢力侵入中山區，牛埔幫勢力漸弱。牛埔幫幫主張乃富因罹患糖尿病，身體不佳而隱退，葉明財與胡茂盛在1980年代成為牛埔勢的兩大新興勢力。
葉明財將分散的牛埔角頭組織化，成為「牛埔企業」，主要以經營舞廳、酒店生意為主。1990年代後，牛埔幫勢力再度可以與竹聯幫抗衡。1995年，因為利益衝突，胡茂盛遭到天道盟太陽會成員槍殺。葉明財成為牛埔幫內最有份量人物。

## 家庭
其女葉皇君，么子為現任臺北市議會副議長葉林傳。